# Кристиансен, Томас
То́мас Кри́стиансен Тари́н (дат. Thomas Christiansen Tarín; род. 11 марта 1973, Копенгаген) — испанский футболист и тренер. Главный тренер сборной Панамы.

## Биография

### Юность
Томас провёл своё детство в Дании, его воспитывала мать испанка. Он начал заниматься футболом в 9 лет, когда стал тренироваться в молодёжном клубе «Аведёре». В 1988 году Кристиансен выступал за молодёжную команду «Брондбю», после чего стал выступать за «Видовре».
В 1991 году Томас тренировался вместе с датским отделением молодёжной команды «Реала», но мать запретила ему подписывать контракт с клубом. Из-за этого футболист был вынужден перейти в другой датский клуб — Б-93. В мае 1991 года в матче молодёжного первенства Кристиансен забил шесть мячей в ворота КБ. Спустя некоторое время Томас уехал в Испанию, где начал тренироваться с молодёжной командой «Барселоны», которая на тот момент отстаивала титул чемпиона молодёжного первенства.

### Барселона
Кристиансен подписал четырёхлетний контракт с «Барселоной» в июле 1991 года с надеждой на то, что будет выступать в линии нападения сине-гранатовых вместе с Микаэлем Лаудрупом. Первый матч в Испании игрок провёл в составе клуба «Барселона Атлетик».
В контракте Томаса был указан пункт, где он заявлял, что является гражданином Испании. Следовательно, он не засчитывался в квоту иностранцев Ла-Лиги. Как гражданин Испании он был призван в молодёжную команду своей страны в декабре 1992 года и сразу же отличился во встрече с командой Германии.
Несмотря на то, что футболист играл за «Барселону Атлетик», главный тренер сборной Испании Хавьер Клементе призвал футболиста под знамёна национальной сборной. В январе 1993 года состоялся дебют Томаса за сборную Испании во встрече против команды Мексики. Кристиансен продлил контракт с «Барселоной» до 1997 года. Дебют за основной состав «Барселоны» состоялся в первой финальной встрече на Суперкубок Европы против «Вердера». В той встрече он вышел на поле за семь минут до конца матча.
Свою первую полноценную встречу в составе Барсы Кристиансен провёл в матче на Кубок Испании против «Атлетико Мадрид». После чего опять был вызван в сборную Испании. Свою последнюю встречу за национальную команду Испании Томас провёл, выйдя на замену во встрече против сборной Литвы. Встреча завершилась уверенной победой испанцев со счётом 5:0, а сам игрок провёл один из мячей в ворота литовцев.
В феврале 1993 года из-за отсутствия игровой практики в составе «Барселоны» футболист был отдан в аренду в клуб «Спортинг» (Хихон). За время аренды Томас провёл 10 встреч в составе «Спортинга», в которых отличился 4 раза. Вернувшись из аренды в июле 1993 года, игрок начал предсезонную подготовку в составе сине-гранатовых. Однако после проваленных предсезонных встреч Йохан Кройф перестал видеть игрока в составе своей команды. После этого Томас два года скитался по арендам.

### Смешанный успех
Согласно правилам испанской Ла-Лиги, после трёх лет, проведённых в аренде, «Барселона» была обязана выплатить денежную компенсацию футболисту в том случае, если он не будет продан. Томас подписал контракт с «Овьедо». После хорошего старта, во втором сезоне за «Овьедо», Кристиансен не сумел отметиться забитыми мячами, проведя на поле 31 встречу. После провального сезона футболист подписал контракт с клубом второй лиги — «Вильярреалом». В первом сезоне за «Вильярреал» Томас помог своему новому клубу выйти в Ла-Лигу. Однако в следующем сезоне клуб так и не смог закрепиться в элите. Сам игрок в том сезоне забил 1 мяч.
В 1999 году Томас остался без команды. К футболисту проявлял интерес мексиканский клуб, однако интересом всё и ограничилось. Он продолжал выступать за испанский клуб «Террасса», находившийся в одной из низших лиг Испании. Кристиансен перешёл в 2000 году в греческий клуб «Паниониос». А уже в августе перебрался в стан чемпионов Дании, клуб «ХБ Кёге». Футболист хорошо проявил себя во встрече против «Брондбю», забив два мяча в ворота серебряных призёров чемпионата Дании.

### Прорыв в Германии
В январе 2001 года Томас переехал в Германию, где начал выступать за клуб немецкой Бундеслиги «Бохум». Спустя полгода клуб вылетел во вторую лигу. В следующем сезоне Кристиансен стал лучшим бомбардиром команды, отметившись 17 забитыми мячами, а сам клуб возвратился в Бундеслигу. В сезоне 2002/03, Томас разделил лавры лучшего бомбардира Бундеслиги с Джоване Элбером. Оба футболиста забили 21 мяч за сезон.
После такого успеха игрок был куплен клубом «Ганновер 96», где был призван заменить Фреди Бобича. В первом сезоне за новый клуб Томас отличился 9 раз, однако так и не смог достичь своего уровня, показанного в играх за «Бохум». В следующем сезоне он получил несколько серьёзных травм. Летом 2006 года «Ганновер 96» не стал продлевать контракт с игроком, а сам футболист принял решение завершить карьеру.